# Гарамова, Римма Геннадиевна
Римма Геннадьевна Гарамова (укр. Римма Геннадіївна Гарамова; род. 3 февраля 1995, Харьков) — украинский стрелок из лука, призёр юниорских чемпионатов Европы. Чемпион и многократный призёр Чемпионатов и Кубков Украины. Мастер спорта Украины.

## Биография
Родилась в городе Харьков,Украина. В 2012 году закончила ООШ № 100 им А. С. Макаренко. В 2016 закончила Национальный аэрокосмический университет имени Н. Е. Жуковского. Стипендиат Харьковского городского головы «Обдарованность» (2012—2014).
С 2008 воспитанница школы стрельбы из лука СК «Коммунар». Тренируется у Гагарина Алексея Викторовича. Высшее достижение — 1-е место среди женских команд в составе команды Украины на Чемпионате Европы по стрельбе из лука среди юниоров, г. Никобин (Дания), 2-7 июля 2012 года. Помимо официальных соревнований многократно участвовала в международных 24х-часовых марафонах по стрельбе из лука, регулярно проводимых польским спортивным клубом «Рокис»; занимала призовые места.
С 2010 года организатор творческого конкурса для детей и юношества «Юный Литератор им. Гарамовой С. Г.». С 2012 года открыла и ведёт программу помощи в восстановлении спортсменов после травм, людей после ДТП, солдат из зоны АТО Антитеррористическая операция (Украина).
Организатор многих спортивных мероприятий в г. Харьков.
С 2012 года принимает активное участие в программах, направленных на развитие спорта на Украине. Ежегодно организовывает встречи со школьниками с целью привлечения детей и молодёжи к спортивному образу жизни, без вредных привычек.

## Спортивные достижения

### В соревнованиях среди юношей, девушек, кадеток, юниоров
- 2011, Чемпионат Украины по стрельбе из лука среди юношей 1994 г.р. и моложе в упражнении Командный Олимпийский тур, г. Новая Каховка (Украина) — 2-е место в командных соревнованиях.
- 2012, Чемпионат Украины по стрельбе из лука в помещении среди девушек 1995 г.р. и младших в упражнении Командный Олимпийский тур, Черкассы (Украина) — 3-е место в командных соревнованиях.
- 2012, Чемпионат Украины по стрельбе из лука среди юношей 1995 г.р. и младших в упражнении Олимпийский раунд, г. Новая Каховка (Украина) — 1-е место в командных соревнованиях.
- 2012, European Junior Cup, г. Пореч, Хорватия— 3-е место в командных соревнованиях.
- 2012, Чемпионат Европы по стрельбе из лука среди юниоров, г. Никобин (Дания) — 1-е место среди женских команд в составе команды Украины[2].
- 2012, Чемпионат Украины по стрельбе из лука среди юниоров в упражнении Командный олимпийский тур, г. Львов (Украина) — 1-е место в командных соревнованиях.

### В соревнованиях без ограничений возраста
- 2014, 10 World University Archery Championship 2014, м. Легница (Польша) — участник[7][8].
- 2014, Кубок Украины по стрельбе из лука, в упражнении Олимпийский раунд., г. Новая Каховка (Украина) — 3-е место в командных соревнованиях.
- 2015, Кубок Украины по стрельбе из лука, г. Новая Каховка (Украина) — 3-е место в командных соревнованиях.
- 2015, Кубок Украины по стрельбе из лука, г. Новая Каховка (Украина) — 3-е место в командных соревнованиях. (Смешанная команда Гарамова Римма и Колесник Максим)
- 2015, Кубок Украины по стрельбе из лука в помещении, г. Львов (Украина) — 1-е место в командных соревнованиях.
- 2017, Чемпионат Украины по стрельбе из лука в помещении, г. Сумы (Украина) — 3-е место в командных соревнованиях[9].
- 2017, XIII летняя Универсиада Украины по стрельбе из лука, г. Харьков (Украина) — 3-е место в командных соревнованиях.
- 2019, 72 arrows qualification round (former 70/50m) Flatlanders 720 & Matchplay, Sanford, MB (Canada) — 1-е место в личном зачёте[10].
- 2019, 72 arrows qualification round (former 70/50m) 17 Wing 720 & Match Play, Winnipeg, MB , (Canada) — 1-е место в личном зачёте[10].
- 2019, 72 arrows qualification round (former 70/50m) Canadian Target Championships, Prince Albert, SK, (Canada) — 1-е место в личном зачёте[10].
- 2019, 72 arrows qualification round (former 70/50m) Canadian Target Championships, Prince Albert, SK, (Canada) — 1-е место в личном зачёте[11].
- 2019, 72 arrows qualification round (former 70/50m) Selkirk Archers 720 AM, East Selkirk, (Canada) — 1-е место в личном зачёте[10].
- 2020, Открытые всеукраинские соревнования по стрельбе из лука «Кубок олимпийского чемпиона Виктора Рубана», г. Харьков (Украина) — 1-е место в командном зачёте[12].

## Участие в научных конференциях
- 2014, VI Международная научно-методическая конференция «Безопасность человека в современных условиях», Статья "Нефтяное загрязнение в океане. Танкеры ", г. Харьков (Украина)[13].